# Bernard 14
Le Bernard 14 est un prototype d’avion militaire de l'entre-deux-guerres réalisé en France en 1925 par la Société des Avions Bernard.
Le Bernard 14 s'appelle aussi SIMB AB 14 d'après l'acronyme de la Société industrielle des Métaux et du Bois, l'un des premiers noms de la société, et les initiales d'Adolphe Bernard.